# Dar & Receber
Dar & Receber (dt.: Geben & Nehmen) ist das zweite und letzte Studioalbum des portugiesischen Sängers und Komponisten António Variações. Es erschien im Februar 1984 wenige Monate vor seinem Tod.

## Entstehung
Wenige Monate nach Veröffentlichung seines Debütalbums Anjo da Guarda und einigen Konzerten kehrte Variações in das Studio zurück, um sein zweites Album aufzunehmen. Als Produzenten gewann er Pedro Ayres Magalhães und Carlos Maria Trindade, beide Mitglieder der Pop-/Rockband Heróis do Mar. Das Album wurde binnen drei Wochen, zwischen dem 6. und 25. Februar 1984, eingespielt.
Der bereits schlechte Gesundheitszustand des Sängers und das zögerliche Vorgehen seiner Plattenfirma verhinderten eine optimale Vermarktung des Albums. Schließlich kam es im Mai 1984 auf den Markt und wurde im Radio und bei den Kritikern sehr positiv aufgenommen. Als der Titel Canção de Engate, sein bis heute populärster Song, die Radios eroberte, lag Variações schon mit Symptomen einer asthmatischen Bronchitis im Krankenhaus. Fünf Wochen später starb er.

## Rezeption
Das Album gilt als Meilenstein der portugiesischen Popmusik der 1980er Jahre. Mehrere Künstler nahmen Coverversionen der Lieder auf, darunter die Delfins, MDA und Funkoffandfly. Im Jahr 2000 erschien eine neu abgemischte Version des Albums einschließlich des bislang unveröffentlichten Titels Minha cara sem fronteiras.

## Titelliste
Alle Kompositionen mit Ausnahme einer stammen von Variações. In Canção bedient er sich eines Gedichts von Fernando Pessoa als Text. Der Titel Deolinda de Jesus ist seiner Mutter gewidmet.
| #  | Titel                      | Dauer |
| -- | -------------------------- | ----- |
| 1. | Perdi a memória            |       |
| 2. | Canção de engate           |       |
| 3. | Canção                     |       |
| 4. | Dar e receber              |       |
| 5. | Quem feio ama...           |       |
| 6. | … Que pena seres vigarista |       |
| 7. | Olhei pra trás             |       |
| 8. | Erva daninha alastrar      |       |
| 9. | Deolinda de Jesus          |       |